# 크리스마스 고지 전투
크리스마스 고지 전투는 크리스마스에 중공군과 한국군이 고지를 탈환하기 위해서 벌인 전투이다.

## 개요
크리스마스 고지 전투는 1951년 12월 25일부터 12월 28일까지 총 4일에 걸쳐 치러진 전투이다.
전투지역은 양구 북방 25Km에 있는 1090고지인데 이 고지에서 크리스마스인 12월 25일에 전투를 했다고 하여 이 고지를 크리스마스 고지라고 부른다.
이 전투에는 한국군 제 7사단과 중공군 제68군(제204사단)이 참여했다.

휴전선 문제로 설전을 벌이던 국군과 중공군.
결국 1951년 11월 27일 30일간의 조건부 잠정 휴계선을 설정한다.
그러나 중공군은 이 약속을 어기고 공격을 한다.
백석산의 능선에 방어진지를 편성한 한국군 제 7사단은 평소와 같이 정찰과 방어진지 보강을 하고 있었다.
허나 12월 25일, 크리스마스 저녁에 중공군은 한국군 제 7사단의 전초진지에 400여발의 포탄을 집중 공격한 후 1개 대대 규모로 기습공격을 개시함으로써 전초진지를 빼앗는다.
이렇게 전투가 시작된다.
중공군과 한국군은 4일동안 계속해서 고지를 빼앗아가며 싸운다.
결국 12월 28일 새벽 06시에 한국군은 포병과 항공화력의 지원으로 기습공격을 하여 중공군을 격퇴한다.

## 전쟁 피해
중공군: 172명 사살, 5명 포로
한국군: 22명 사망, 21명 실종